# Sojus TM-26
Sojus TM-26 ist die Missionsbezeichnung für den Flug eines russischen Sojus-Raumschiffs zur russischen Raumstation Mir. Der 32. bemannte Besuch eines Raumschiffes bei der Raumstation Mir war der 26. Besuch eines Sojus-Raumschiffs und der 102. Flug im Sojusprogramm.

## Besatzung

### Startbesatzung
- Anatoli Jakowlewitsch Solowjow (5. Raumflug), Kommandant
- Pawel Wladimirowitsch Winogradow (1. Raumflug), Bordingenieur

Ursprünglich war der Franzose Léopold Eyharts ebenfalls für diesen Flug vorgesehen. Da die Mir jedoch am 25. Juni 1997 durch eine Kollision mit einem Progress-Frachter beschädigt wurde, wurden umfangreiche Reparatur-Arbeiten notwendig, so dass Eyharts kurzfristig aus der Mannschaft genommen wurde.

### Ersatzmannschaft
- Gennadi Iwanowitsch Padalka, Kommandant
- Sergei Wassiljewitsch Awdejew, Bordingenieur

### Rückkehrbesatzung
- Anatoli Jakowlewitsch Solowjow (5. Raumflug), Kommandant
- Pawel Wladimirowitsch Winogradow (1. Raumflug), Bordingenieur
- Léopold Eyharts (1. Flug), Forschungskosmonaut ( CNES/ Frankreich)

## Missionsüberblick

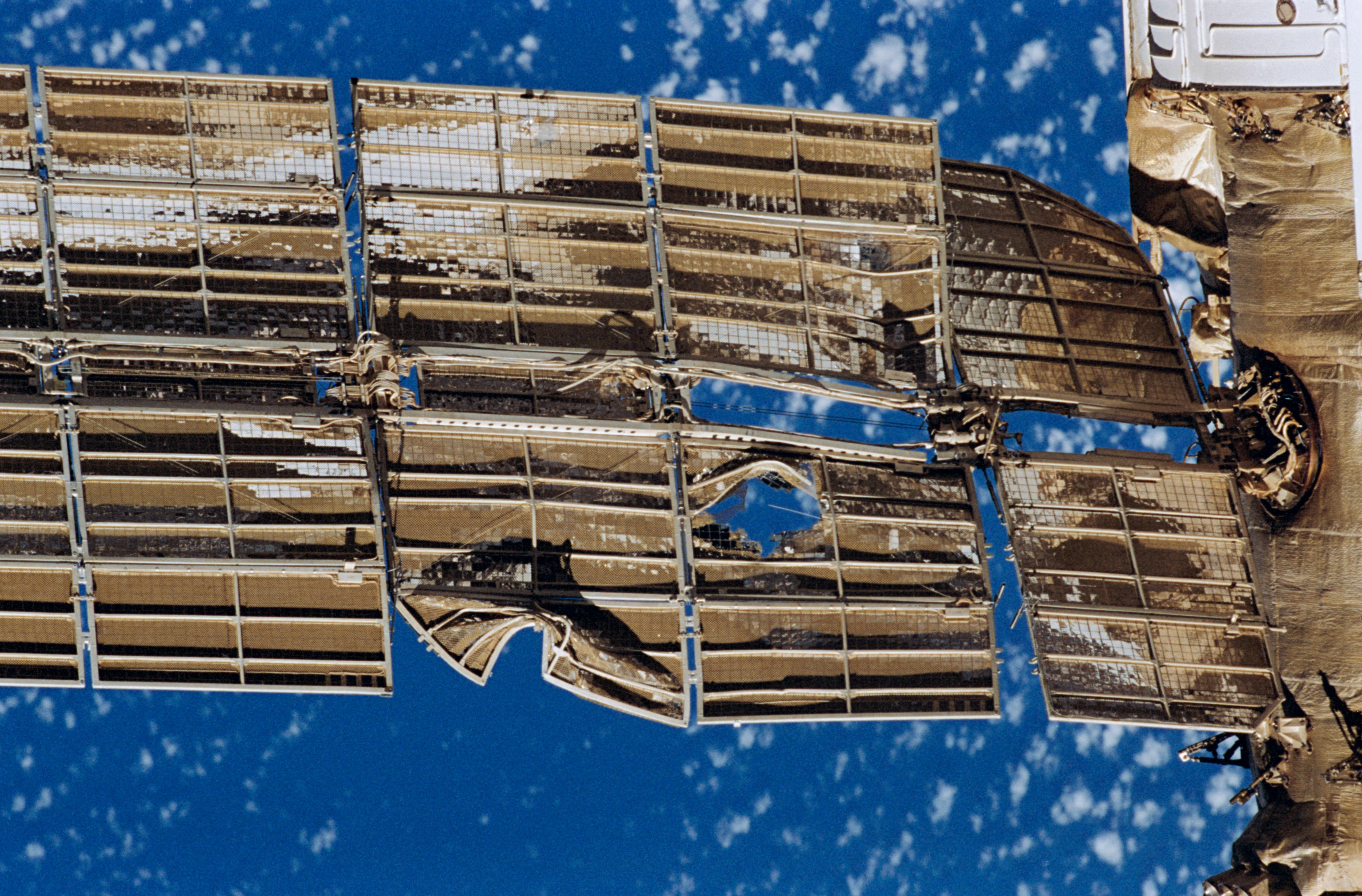
Beschädigungen an einem der Solarpanels des „Spektr“-Moduls nach der Kollision mit einem Progress-Raumfrachter

Die Hauptaufgabe der Mission war es, zwei speziell ausgebildete Kosmonauten zur Station zu bringen, um die Mir-Station zu reparieren. Mittels manueller Steuerung koppelte Sojus TM-26 zwei Tage nach dem Start an das „Kwant“-Modul an. Die Besatzung reparierte die Hauptleitung und verschiedene Kabelbäume des beschädigten „Spektr“-Moduls und konnte so die Stromversorgung wiederherstellen. Außerdem reparierten sie die Sauerstoffgeneratoren der Station.